# Evangelisches Stift Tübingen
Het Evangelische Stift Tübingen, doorgaans het Tübinger Stift genoemd, is het studiehuis van de protestantse landskerk van Württemberg aan de Universiteit Tübingen.
Het werd in 1536 door hertog Ulrich van Württemberg in Tübingen gesticht om na de Reformatie de theologische opleiding van begaafde onderdanen tot dominee te waarborgen en op basis van het lutherse geloof in samenwerking met de universiteit een elite op te leiden. Aan het Tübinger Stift wordt traditioneel een grote waarde gehecht aan filosofische en talige vorming. Het bezit een omvangrijke wetenschappelijke bibliotheek en een eigen archief.

## Bekende studenten
Aan het Tübinger Stift hebben vele bekende theologen, filosofen, auteurs en andere geleerden gestudeerd.
- Philipp Nicodemus Frischlin, schrijver, humanist (1547-1590)
- Michael Mästlin, astronoom, wiskundige (1550-1631)
- Johannes Kepler, astronoom (1571-1630)
- Johann Valentin Andreae, theoloog (1586-1654)
- Wilhelm Schickhardt, theoloog, astronoom (1592-1635)
- Johann Albrecht Bengel, theoloog (1687-1752)
- Friedrich Christoph Oetinger, theoloog (1702-1782)
- Karl Friedrich Reinhard, Frans diplomaat (1761-1837)
- Karl Philipp Conz, schrijver (1762-1827)
- Johann Gottlieb Friedrich von Bohnenberger, wiskundige, fysicus, landmeter (1765-1831)
- Friedrich Hölderlin, dichter (1770-1843)
- Georg Hegel, filosoof (1770-1831)
- Friedrich von Schelling, filosoof (1775-1854)
- Gustav Schwab, theoloog, schrijver (1792-1850)
- Ferdinand Christian Baur, theoloog (1792-1860)
- August Pauly, filoloog (1796-1845)
- Wilhelm Hauff, schrijver (1802-1827)
- Wilhelm Waiblinger, dichter, schrijver (1804-1830)
- Eduard Mörike, dominee en dichter (1804-1875)
- Johann Christoph Blumhardt, dominee, theoloog en zielzorger (1805-1880)
- Friedrich Theodor Vischer, schrijver, literatuurwetenschapper (1807-1887)
- David Friedrich Strauß, theoloog, schrijver (1808-1874)
- Jakob Friedrich Reiff, filosoof (1810-1879)
- Hermann Kurz, schrijver (1813-1873)
- Eduard Zeller, theoloog, filosoof (1814-1908
- Georg Herwegh, dichter, revolutionair (1817-1875)
- Heinrich Lang, theoloog (1826-1876)
- Ferdinand von Hochstetter, geoloog (1829-1884)
- Albert Schäffle, econoom, socioloog, politicus (1831-1903)
- Eberhard Nestle, theoloog, oriëntalist (1851-1913)
- Hans Vaihinger, filosoof (1852 – 1933)
- Johannes von Hieber, politicus, staatspresident in Württemberg (1862-1951)
- Robert Gradmann, dominee, botanicus (1865-1950)
- Karl Heim, theoloog (1874-1958)
- Edwin Hoernle, politicus (1883-1952)